# Cordia balanocarpa
Cordia balanocarpa är en strävbladig växtart som beskrevs av John Patrick Micklethwait Brenan. Cordia balanocarpa ingår i släktet Cordia, och familjen strävbladiga växter. Inga underarter finns listade i Catalogue of Life.